# Lijst van voetbalinterlands Nicaragua - Trinidad en Tobago
Deze lijst van voetbalinterlands is een overzicht van alle officiële voetbalwedstrijden tussen de nationale teams van Nicaragua en Trinidad en Tobago. De landen speelden tot op heden zeven keer tegen elkaar. De eerste ontmoeting, een wedstrijd tijdens het CONCACAF-kampioenschap 1967, werd gespeeld in Tegucigalpa (Honduras) op 16 maart 1967. Het laatste duel, een groepswedstrijd tijdens de CONCACAF Nations League 2022/23, werd gespeeld op 27 maart 2023 in Scarborough.

## Wedstrijden
| № | Plaats        | Datum            | Competitie                      | Wedstrijd                      | Uitslag |
| - | ------------- | ---------------- | ------------------------------- | ------------------------------ | ------- |
| 1 | Tegucigalpa   | 16 maart 1967    | CONCACAF-kampioenschap 1967     | Trinidad en Tobago − Nicaragua | 3 − 1   |
| 2 | Santo Domingo | 8 maart 1974     | Vriendschappelijk               | Trinidad en Tobago – Nicaragua | 3 – 0   |
| 3 | Port of Spain | 15 oktober 2015  | Vriendschappelijk               | Trinidad en Tobago – Nicaragua | 0 – 0   |
| 4 | Managua       | 27 december 2016 | Vriendschappelijk               | Nicaragua – Trinidad en Tobago | 2 – 1   |
| 5 | Managua       | 30 december 2016 | Vriendschappelijk               | Nicaragua – Trinidad en Tobago | 1 – 1   |
| 6 | Managua       | 3 juni 2022      | CONCACAF Nations League 2022/23 | Nicaragua − Trinidad en Tobago | 2 − 1   |
| 7 | Scarborough   | 27 maart 2023    | CONCACAF Nations League 2022/23 | Trinidad en Tobago − Nicaragua | 1 − 1   |

## Samenvatting
| Competitie              | Totaal gespeeld | Winst Nicaragua | Gelijk | Winst Trinidad en T. | Doelsaldo Nicaragua – Trinidad en T. |
| ----------------------- | --------------- | --------------- | ------ | -------------------- | ------------------------------------ |
| CONCACAF Gold Cup       | 1               | 0               | 0      | 1                    | 1 − 3                                |
| CONCACAF Nations League | 2               | 1               | 1      | 0                    | 3 − 2                                |
| Vriendschappelijk       | 4               | 1               | 1      | 2                    | 3 − 7                                |
| Totaal                  | 7               | 2               | 2      | 3                    | 7 − 12                               |

FNF · 
A-internationals · 
Nicaraguaans vrouwenelftal
Anguilla ·
Argentinië ·
Bahama's ·
Barbados ·
Belize ·
Bermuda ·
Bolivia ·
Colombia ·
Costa Rica ·
Cuba ·
Curaçao ·
Dominica ·
Dominicaanse Republiek ·
El Salvador ·
Ghana ·
Guatemala ·
Haïti ·
Honduras ·
Iran ·
Jamaica ·
Kaaimaneilanden ·
Mexico ·
Montserrat ·
Nederlandse Antillen ·
Panama ·
Paraguay ·
Peru ·
Puerto Rico ·
Saint Kitts en Nevis ·
Saint Vincent en de Grenadines ·
Suriname ·
Trinidad en Tobago ·
Turks- en Caicoseilanden ·
Uruguay ·
Venezuela ·
Verenigde Staten
TTFF · A-internationals · Bondscoaches · Selecties · Statistieken · Olympisch elftal · Vrouwenelftal van Trinidad en Tobago · Trinidad U21 · Trinidad U19 · Trinidad U17
Gold Cup 1991 · 
Gold Cup 1993 · 
Gold Cup 1996 · 
Gold Cup 1998 · 
Gold Cup 2000 · 
Gold Cup 2002 · 
Gold Cup 2005 · 
Gold Cup 2007 · 
Gold Cup 2009 · 
Gold Cup 2011 · 
Gold Cup 2013
WK 2006
1934 · 
1935 · 
1936 · 
1937 · 
1938 · 
1939 · 
1940 · 
1941 · 
1942 · 
1943 · 
1944 · 
1945 · 
1946 · 
1947 · 
1948 · 
1949 · 
1950 · 
1951 · 
1952 · 
1953 · 
1954 · 
1955 · 
1956 · 
1957 · 
1958 · 
1959 · 
1960 · 
1961 · 
1962 · 
1963 · 
1964 · 
1965 · 
1966 · 
1967 · 
1968 · 
1969 · 
1970 · 
1971 · 
1972 · 
1973 · 
1974 · 
1975 · 
1976 · 
1977 · 
1978 · 
1979 · 
1980 · 
1981 · 
1982 · 
1983 · 
1984 · 
1985 · 
1986 · 
1987 · 
1988 · 
1989 · 
1990 · 
1991 · 
1992 · 
1993 · 
1994 · 
1995 · 
1996 · 
1997 · 
1998 · 
1999 · 
2000 · 
2001 · 
2002 · 
2003 · 
2004 · 
2005 · 
2006 · 
2007 · 
2008 · 
2009 · 
2010 · 
2011 · 
2012 · 
2013 · 
2014 ·
2015 ·
2016 ·
2017 ·
2018 ·
2019 ·
2020 ·
2021 ·
2022
Anguilla · 
Antigua en Barbuda ·
Argentinië ·
Azerbeidzjan · 
Bahama's ·
Bahrein · 
Barbados · 
Belize · 
Bermuda · 
Bolivia ·
Botswana · 
Britse Maagdeneilanden · 
Canada · 
Chili · 
China · 
Colombia · 
Costa Rica · 
Cuba · 
Curaçao · 
Dominicaanse Republiek ·
Ecuador ·
Egypte ·
El Salvador ·
Engeland ·
Estland ·
Finland ·
Grenada ·
Guatemala ·
Guyana ·
Haïti ·
Honduras ·
Ierland ·
IJsland ·
India ·
Irak ·
Iran ·
Jamaica ·
Japan ·
Jordanië ·
Kaaimaneilanden · 
Kenia · 
Koeweit ·
Marokko ·
Mexico ·
Montserrat ·
Nederlandse Antillen ·
Nicaragua ·
Nieuw-Zeeland ·
Noord-Ierland ·
Noorwegen · 
Oostenrijk · 
Panama ·
Paraguay ·
Peru ·
Puerto Rico ·
Roemenië ·
Saint Kitts en Nevis ·
Saint Lucia ·
Saint Vincent en de Grenadines ·
Saoedi-Arabië · 
Schotland ·
Slovenië ·
Suriname ·
Tadzjikistan ·
Taiwan ·
Thailand ·
Tsjechië · 
Uruguay · 
Venezuela · 
Verenigde Arabische Emiraten ·
Verenigde Staten ·
Wales · 
Zuid-Afrika ·
Zuid-Korea ·
Zweden
Engeland (2006) · 
Paraguay (2006) · 
Zweden (2006)